# Ruptura de pares de nucleones en la fisión
| Física nuclear • Núcleo • Nucleones (p, n) • Materia nuclear • Fuerza nuclear • Estructura nuclear • Procesos nucleares |

La ruptura de un par de nucleones en la fisión ha sido un tema importante en la física nuclear durante décadas. Par de nucleones hace referencia a los efectos de la paridad de nucleones que influye fuertemente en las propiedades nucleares de un nucleido.
Las cantidades más medidas en la investigación sobre la fisión nuclear son los rendimientos de fragmentos de carga y masa del uranio-235 y otros nucleidos fisibles. En este sentido, los resultados experimentales sobre la distribución de carga para la fisión de baja energía de los actínidos presentan una preferencia por un fragmento con Z par, lo que se denomina efecto par-impar sobre el rendimiento de carga.
La importancia de estas distribuciones se debe a que son el resultado del reordenamiento de los nucleones en el proceso de fisión debido a la interacción entre variables colectivas y niveles de partículas individuales. En consecuencia, permiten comprender varios aspectos de la dinámica del proceso de fisión desde un estado energético con forma de silla de montar (cuando el núcleo comienza su evolución irreversible hacia la fragmentación) hasta el punto de escisión (cuando se forman fragmentos y la fuerza nuclear entre estos fragmentos se disipa), de forma que cambia la forma del sistema de fisión, pero también se modifica el estado de los nucleones, que pasan al nivel de partículas excitadas.
Dado que para núcleos con Z (número atómico) par y N (número neutrónico) par existe un salto desde el estado fundamental hasta el estado de la primera partícula excitada (que se alcanza mediante la ruptura de un par de nucleones), es esperable que el salto tenga una mayor probabilidad de producirse en aquellos elementos con Z impar.
La preferencia por la división en nucleidos con Z par y N par se interpreta como la preservación de la superfluidez durante el descenso en la configuración energética con forma de silla de montar en el que se desarrolla la escisión. La ausencia de efecto par-impar significa que el proceso es bastante viscoso.
Al contrario de lo observado para las distribuciones de carga, no se ha detectado ningún efecto par-impar en el número másico (A) de los fragmentos. Este resultado se interpreta mediante la hipótesis de que en el proceso de fisión siempre habrá ruptura de pares de nucleones, que pueden ser rupturas de pares de protones o pares de neutrones en los procesos de fisión de baja energía del uranio-234, del  uranio-236 y del plutonio-240 estudiados por Modesto Montoya.